# Tektonika

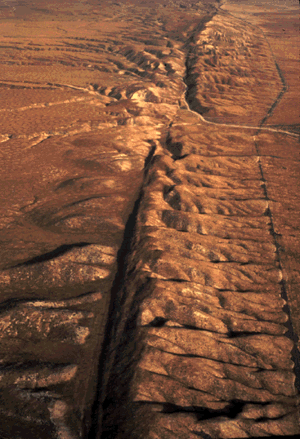
Zlom San Andreas v Kalifornii při leteckém pohledu

Tektonika je část geologie zabývající se poruchami zemské kůry. Tektonické děje jsou děje, při kterých se povrch Země deformuje. Dělí se do dvou skupin.

## Typy tektonických dějů

### Křehká deformace
Křehká deformace se projevuje praskáním horninového masivu při zátěži, v menší míře se projevuje puklinami. Probíhá za menší teploty a tlaku než plastické deformace.
Druhy křehké deformace:
- horizontální posun
- kerný přesmyk
- pokles
- hrásť
- příkopová propadlina
- stavba hrástí i příkopových propadlin

Při křehké deformaci vznikají tzv. zlomy. Projevuje se puklinami a zlomy, jedná se obvykle o rozsáhlé oblasti dlouhé několik kilometrů. Hlubinné zlomy mají velký význam pro zemětřesení a pohyby horniny, z čehož vzniká již jmenovaný pokles. Hrásť je pokles ze dvou stran bloku hornin.

### Plastická deformace
Plastické deformace (vrásnění) na rozdíl od křehké deformace se masiv při zátěži ohýbá a tvoří tzv. synklinály (koryta) a antiklinály (sedla) tento děj také probíhá za vyššího tlaku a teploty. Sedla a koryta tvoří dohromady vrásu, charakteristický znak plastických deformací. Zvláštním případem složení mnoha vrás je příkrov, právě tohoto druhu jsou některá pohoří jako například Alpy a Vysoké Tatry.

#### Druhy plastické deformace
- jednoduchý ohyb
- synklinála (koryto)
- antiklinála (sedlo)
- ležatá vrása
- příkrov

## Tektonika mořského dna
Mořské dno leží v hloubkách od 0 do více než 11 000 metrů pod hladinou. Na mnohých místech má plochý rozlehlý povrch, jinde zase výrazný reliéf vytvořený působením tektonické a vulkanické aktivity, takže se tam nacházejí mohutná horská pásma, vrchy, hluboké příkopy či plošiny. Za zmínku také stojí, že mořské dno je poměrně mladé – ani jedna z jeho částí není starší než 200 miliónů let, protože ho neustále přetvářejí tektonické procesy v zemské kůře. Tektoniku oceánů tvoří: středooceánské hřbety, hydrotermální sopouchy, ostrovy, příkopy atd.

### Středooceánské hřbety
Středooceánské hřbety jsou největší útvary mořského dna. Ve skutečnosti jde o největší samostatný znak na povrchu Země. Jsou vytvořeny ze spojeného řetězce pohoří, které se na dně oceánu kulatí a roztahují až do délky okolo 65 000 kilometrů. Tyto hřbety vyčnívají až několik tisíc metrů nad okolním mořským dnem. Na některých místech se nad hladinu zvedají sopky, které z nich vyrůstají – například Island v severním Atlantiku. Rozlišují se dva typy středooceánských hřbetů: pomalu a rychle se rozpínající. První typ, jako je například Středoatlantický hřbet, tvoří novou kůru rychlostí jenom 2–5 cm za rok. Rychle se rozpínající hřbety, ke kterým patří například Východní tichomořský práh, se rozpínají o 10–20 cm za rok.

### Hydrotermální sopouchy
Hydrotermální sopouchy jsou útvary, které se nachází přímo na středooceánských hřbetech nebo někde poblíž nich, v průměrné hloubce asi 2 100 metrů. Připomínají termální prameny, neustále z nich uniká velké množství vody bohaté na minerály, která dosahuje teploty až 400 °C. Některé sopouchy mají vysoké komíny. Vznikly z rozpuštěných minerálů, které se vyloučily z horké vody po jejím ochlazení vlivem chladné okolní hlubokomořské vody. Sopouchy, ze kterých unikají černé „mraky“ srážející se při opouštění komína, se nazývají „černí kuřáci“. Minerály rozpuštěné ve vodě a bakterie vytvářející povlaky v jejich okolí umožňují existenci mnoha různým organismům – včetně obrovských rournatců a lasturníků.

### Řetězce ostrovů a podmořské vrchy
Na několika místech oceánské kůry, z nichž některé jsou při středooceánských hřbetech, ale mnohé jsou blíže ke středu tektonických pánví, z hloubky zemské kůry vytéká magma. Tato místa se nazývají horké skvrny a jsou příčinou vzniku různých mořských útvarů. Tam, kde se oceánská kůra – odtlačovaná od místa zlomu – přesouvá nad horkou skvrnu, proniká přes ní magma, hromadí se v podobě lávy a vytváří sopku. Ta se postupně zvětšuje a nakonec dosáhne mořské hladiny. Pokud se kůra pohybuje rovně a horká skvrna zůstává na jednom místě, v důsledku opakovaných erupcí může vzniknout celá řada sopečných útvarů nazývaných řetězce horkých skvrn. V závislosti na délce trvání horké skvrny a rychlosti pohybu pánve se vytvářejí různé typy řetězců horkých skvrn. Patří k nim řetězce sopečných ostrovů, jako například Havajské ostrovy či Azory, řetězce podmořských vrchů, kuželovité zbytky vyhasnutých sopek ležících pod mořskou hladinou. Řetězce Havajských ostrovů spolu s linií podmořských vrchů směřujících na severozápad představuje jeden řetězec horkých skvrn, rozkládající se v délce 6 000 km křížem přes Pacifik.

### Mořské příkopy a ostrovní oblouky
Nejhlubší části oceánu jsou v obloukovitých prohloubeninách mořského dna nazývaných hlubokomořské příkopy. Tyto příkopy tvoří sbíhající se okraje pánví, kde se jedna oceánská pánev podsouvá pod druhou. Nad horní pánví kůry přitom vzniká oblouk sopečných ostrovů, který je rovnoběžný s příkopem. Jako příklad je možno uvést kombinaci příkopu a oblouku ostrovů v podobě Jávského příkopu a oblouku indonéských ostrovů na okraji Indického oceánu. Většina podmořských příkopů na světě dosahuje hloubky více než 6 000 m. Nejhlubší je Marianský příkop s nejhlubším bodem Challenger (o hloubce 11 034 metrů). I přes to, že je tam úplná tma, vysoký tlak a teplota se tam pohybuje kolem bodu mrazu v těchto příkopech žije obdivuhodně mnoho organismů.